# Calmann-Lévy
Calmann-Lévy è una casa editrice francese.

## Storia
È una delle più antiche case editrici francesi, fondata nel 1836 da Simon Lévy con i figli Michel (1821-1875), Nathan e Kalmus (1819-1891), giunti a Parigi da Phalsbourg. Dopo aver aperto una libreria in rue Marie Stuart, all'inizio stampavano con il nome "Michel Lévy frères", soprattutto opere di teatro e cercavano di legare gli autori con contratti in esclusiva. Dal 1852 avevano l'ufficio in rue Vivienne 2 bis, nel II arrondissement, quindi fecero costruire un hotel particolare a rue Auber 3. Dopo la morte di Michel si chiamò "Calmann Lévy" (essendo Calmann il soprannome di Kalmus). Nel 1893 l'impresa passò nelle mani dei figli, Georges, Paul e Gaston.
Storicamente la casa ha pubblicato autori quali Honoré de Balzac (le opere complete, tra il 1869 e il 1876), Gustave Flaubert, Charles Baudelaire, George Sand, Victor Hugo, Alexandre Dumas, Alphonse de Lamartine, Stendhal e Jules Michelet. Nel ventesimo secolo ha preferito dedicarsi a saggi e documenti. Durante l'occupazione nazista i proprietari si rifugiarono a Londra, per tornare dopo la seconda guerra mondiale a pubblicare opere di Raymond Aron e tra l'altro due titoli di punta: il diario di Anna Frank e Buio a mezzogiorno di Arthur Koestler. È stata la prima casa a pubblicare Anatole France, Pierre Loti e Claude Simon.
Nel 1965 la direzione è passata ad Alain Oulman, anche lui della famiglia Lévy, che ha passato le redini nel 1985 a Jean-Étienne Cohen-Seat. Nel 1993 è stata acquisita da Hachette Livre. Nel 2002 la casa ha lasciato la sede storica per trasferirsi nel VI arrondissement. Pubblica circa 100 titoli all'anno. Ne fanno parte le Éditions 1 (piccola casa sui 5 titoli all'anno).
Tra gli autori di punta recenti della casa editrice Paul-Loup Sulitzer, Pierre Bellemare, Bernard Besson, i giallisti Andrea H. Japp e Donna Leon e gli scrittori Agnès Abécassis, Alain Absire, Jean Colombier, Barbara Constantine, Alain Demouzon, Conrad Detrez, Jean-Pierre Gattégno, Patrick Girard, Daniel Goldenberg, Nicolas Hulot, Gérard Mordillat, Michel Peyramaure, Jacques Tournier e Martin Winckler.
Tra i suoi autori stranieri Patricia Cornwell, José Donoso, Wang Dulu, Elizabeth Gilbert, Knut Hamsun, Hermann Hesse, Patricia Highsmith, Arthur Koestler, Patrick McGrath, Christopher Moore, Amos Oz, Laura Restrepo, Carol Shields, Melissa Walker e Abraham Yehoshua. Inoltre, ha raccolto la corrispondenza tra Sigmund Freud e Sándor Ferenczi, e ha ancora in catalogo le opere complete di Ernest Renan.

## Collane principali
- "Album et Beaux Livres"
- "L'Année du cinéma"
- "L'Année du rugby"
- "L'Année du football"
- "L'Année du cyclisme"
- "L'Année du tennis"
- "Biographies et Autobiographies"
- "Diaspora"
- "Mémorial de la Shoah"
- "R. Pépin"
- "France de toujours et d'aujourd'hui"
- "France 2"[2]
- "Cuisine et Gastronomie"
- "Histoire & Liberté", rivista
- "Revue d'histoire de la Shoah"
- "Documents, Actualités, Société"
- "Fantasy"
- "Humour Jeunesse"
- "Liberté de l'esprit"
- "Littérature Etrangère"
- "Littérature Française"
- "Petite Bibliothèque des Idées"
- "Petite Bibliothèque Européenne du XIXième Siècle"
- "Petite Bibliothèque Européenne du XXe Siècle"
- "Policier / Science-Fiction"
- "Psychologie, Psychanalyse, Pédagogie"
- "Romans Féminins"
- "Sagesses"
- "Sciences Humaines et Essais"
- "Suspense Crime"
- "Traduit de"

## Autori italiani pubblicati
- Donato Carrisi
- Roberto Cotroneo
- Gabriele D'Annunzio
- Grazia Deledda
- Luigi Meneghello
- Federico Moccia
- Luigi Pirandello
- Gino Strada